# Système européen de transfert et d'accumulation de crédits
« ECTS » redirige ici.  Pour le salon de jeux vidéo, voir European Computer Trade Show.
Ne pas confondre avec ETCS, le système de contrôle ferroviaire.
 (février 2016).
Le Système européen de transfert et d’accumulation de crédits ou ECTS pour European Credit Transfer and Accumulation System, est un système de points développé par l'Union européenne dans le cadre du processus de Bologne et de l'espace européen de l'enseignement supérieur (EHEA). Les crédits sont répartis en unités d'enseignements (UE).
Il a pour objectif de faciliter la lecture et la comparaison des programmes d'études au sein d'un pays et dans les différents pays européens. Le système ECTS s'applique principalement à la formation universitaire.

## Histoire
Le Système européen de transfert et d’accumulation de crédits est créé en 1989 par l'Union européenne. Depuis 1999, il est un des principaux outils du Processus de Bologne. La création de l'ECTS découle d'une volonté d'instaurer une Europe des connaissances. Dans ce cadre ont été créés les programmes Socrates et Erasmus - programmes d'échanges. L'ECTS a été mis en place en 1989 dans le cadre du programme Erasmus. Il facilitait alors la reconnaissance académique des périodes d'études réalisées à l'étranger.
Depuis la convention de Lisbonne en 1997, les objectifs du programme ont évolué. Deux phases principales ont été observées : la première visant à poser les bases de l'espace européen de l'enseignement supérieur, à savoir harmoniser les systèmes nationaux en généralisant une division en trois cycles (graduate, post-graduate et doctorat), ce qui implique une reconnaissance réciproque des qualifications (basée notamment sur le système européen de transfert et d'accumulation de crédits, les ECTS) ; la seconde, notamment depuis la déclaration de Londres en 2007, visant à mettre en place une politique d'assurance qualité tant des établissements que des formations.
Les objectifs d'éducation tout au long de la vie et de mobilités sont constamment rappelés. Diverses déclarations, conventions ou communiqués impliquant des ministres d'États ont régulièrement défini ou rappelé les objectifs. Ces sommets se sont produits au moins une fois tous les deux ans.

## Système européen

### Fonctionnement du système
Ce système permet d'attribuer des points à toutes les composantes d'un programme d'études en intégrant les divers éléments du parcours de l'étudiant, notamment son travail personnel. Il offre ainsi une meilleure lisibilité européenne des programmes d'études nationaux, et constitue par ce moyen un outil, complémentaire au supplément au diplôme, facilitant la mobilité étudiante d'un pays à l'autre et d'un établissement à l'autre.
Ce système n'assure pas la reconnaissance automatique de la valeur de ces crédits. Chaque institution d'enseignement supérieur décide de manière autonome, ou dans le cadre de réglementations nationales, de la reconnaissance ou non de ces crédits pour l'inscription dans un de ses cursus, ou la complétion d'un programme d'études menant à un des diplômes qu'elle délivre. La reconnaissance peut ainsi devenir effective entre deux institutions ayant signé un accord de partenariat, notamment dans le cadre du programme Erasmus ou Erasmus mundus.
La reconnaissance des qualifications relatives à l'enseignement supérieur est l'objet de la Convention de Lisbonne. En France, les conditions de reconnaissance des périodes d'études faites à l'étranger sont régies par le décret n° 2002-529 du 16 avril 2002 et le décret n° 85-906 du 23 août 1985. Ce système sert donc essentiellement à faciliter la mise en place de partenariats entre des institutions de pays différents en fournissant un principe commun de description des programmes d'enseignement.

### Unités d'enseignement et crédits européens (ECTS)
Les parcours de formations sont découpés en « unités d’enseignement ». Chacune a une valeur définie en crédits européens reconnus grâce au système européen de transfert et d'accumulation de crédits, dit « ECTS ».
Le nombre de crédits par unité d’enseignement est défini sur la base de la « charge totale de travail requise de la part de l’étudiant pour obtenir l’unité ». La charge totale de travail tient compte de l’ensemble de l’activité exigée de l’étudiant et, notamment, du volume et de la nature des enseignements dispensés, du travail personnel requis, des stages, mémoires, projets et autres activités.
Afin d’assurer la « comparaison » et le « transfert » des parcours de formation dans l'espace européen, une référence commune est fixée correspondant à l’acquisition de 180 crédits pour le niveau universitaire Licence/Bachelor et de 300 crédits pour le niveau Master. Cette référence permet de définir la valeur en crédits de l'ensemble des diplômes. Les crédits sont obtenus lorsque les conditions de validation définies par les modalités de contrôle de connaissances et aptitudes propres à chaque type d'études sont satisfaites.
En France, un an d'études est représenté par 60 crédits, soit entre 1 500 et 1 800 heures de travail des étudiants. Un crédit correspond donc à un volume de travail étudiant d'environ 25 à 30 heures. Les crédits ne sont accordés qu'aux étudiants réussissant leurs examens.
Trois documents sont associés au système ECTS :
- Un catalogue de cours expliquant les diplômes proposés par l'établissement, les possibilités de logement, les modalités d'évaluation etc., afin que l'étudiant ait connaissance du fonctionnement général de l'établissement en question ;
- Le contrat d'études comprenant la liste des cours à suivre avec les crédits ECTS correspondant à chaque enseignement. En cas de transfert de crédits, le contrat d’études doit être accepté par l’étudiant et les deux établissements concernés avant le départ de l’étudiant ;
- Le relevé de notes.

Pour bénéficier de ce système, l'étudiant doit être de la nationalité d'un des pays concernés par l'ECTS, c'est-à-dire de l'Union européenne ou de l'AELE, ou doit être reconnu comme ayant un statut de réfugié ou de résident permanent.

### Échelle de notation
Le système européen d'enseignement supérieur harmonise les échelles de notation entre les différents pays, afin de faciliter l'étude des dossiers des étudiants candidats à un échange international. L'échelle de notation ECTS a été conçue comme une référence visant à faciliter le transfert des étudiants et de leurs profils scolaires entre les établissements de l'enseignement supérieur européen. La notation utilise une échelle de A à F et est accompagnée de mots-clefs et d'un court commentaire. Chaque établissement est libre d'appliquer le système de notation ECTS suivant son modèle pédagogique.[pas clair]